# Maniema Fantastique FC
El Maniema Fantastique, conocido como Maniema FC, es un equipo de fútbol de Burundi que milita en la Tercera División de Burundi, la tercera liga de fútbol más importante del país.

## Historia
Fue fundado en el año 1963 en la capital Buyumbura con el nombre Fantastique FC, hasta que en 1998 cambiaron su nombre por el actual. Es uno de los equipos fundadores de la Primera División de Burundi en el año 1963 y han sido campeones de la máxima categoría en 7 ocasiones, siendo uno de los equipos más ganadores de Burundi, aunque no juegan en la máxima categoría desde la temporada 2010/11, en la cual solamente sumaron 4 puntos en 22 partidos.
A nivel internacional han participado en 4 torneos continentales, en los cuales su mejor participación ha sido en la Copa Africana de Clubes Campeones 1986, en la cual fueron eliminados en la segunda ronda por el JS Kabylie de Argelia.

## Palmarés
- Primera División de Burundi: 7

1965, 1966, 1967, 1968, 1982, 1995, 1997

## Participación en competiciones de la CAF
| Temporada | Torneo                            | Ronda      | Club                   | Casa  | Visita | Global  |
| --------- | --------------------------------- | ---------- | ---------------------- | ----- | ------ | ------- |
| 1983      | Copa Africana de Clubes Campeones | 1          | Olympic Real de Bangui | 2-1   | 0-1    | 2-2 (a) |
| 1985      | Copa Africana de Clubes Campeones | 1          | Ismaily SC             | 0-1   | 0-1    | 0-2     |
| 1996      | Copa Africana de Clubes Campeones | Preliminar | Forces Armées          | w.o.1 | 4-0    | 4-0     |
| 1996      | Copa Africana de Clubes Campeones | 1          | Racing FC Bafoussam    | w.o.2 | w.o.2  | w.o.2   |
| 1996      | Copa Africana de Clubes Campeones | 2          | JS Kabylie             | 0-0   | 0-1    | 0-1     |
| 1998      | Liga de Campeones de la CAF       | Preliminar | Rayon Sport            | w.o.3 | 1-6    | 1-6     |

1- Forces Armées abandonó el torneo antes de jugar el partido de vuelta.

2- Racing Bafoussam abandonó el torneo antes de iniciar la serie.

3- Maniema abandonó el torneo antes de jugar el partido de vuelta.